# Christoph Partsch
Christoph Jürgen Partsch (* 18. April 1961 in Berlin) ist ein deutscher Rechtsanwalt und Fachbuchautor. Er war von 2011 bis 2016 Vertrauensanwalt des Berliner Senats zur Bekämpfung der Korruption.

## Werdegang
Partsch studierte Rechtswissenschaften, Medizin (1. Staatsexamen) und Kunstgeschichte in Bonn, Freiburg, Genf und Kiel sowie an der Duke University in Durham, North Carolina. Er promovierte 2002 mit der Arbeit „Die Freiheit des Zugangs zu Verwaltungsinformationen“ beim ehemaligen Bundesjustizminister Edzard Schmidt-Jortzig.
Partsch deckte 1995 als juristischer Mitarbeiter der Treuhand-Nachfolgerin Bundesanstalt für vereinigungsbedingte Sonderaufgaben einen großen Subventionsskandal rund um Thyssenkrupp und Elf Aquitaine im Vorfeld der Leuna-Affäre auf. Von Oktober 2011 bis zum Frühjahr 2016 war er Vertrauensanwalt des Berliner Senats zur Bekämpfung der Korruption. Er reichte in dieser Zeit nach seinen Angaben etwa 70 Fälle weiter, wovon einige Ermittlungsverfahren zur Folge gehabt hätten.
Der Urenkel des Chirurgen Carl Partsch und Großneffe des Juristen Joseph Aloysius Partsch vertritt diverse Zeitungen, Journalisten und NGOs in Prozessen u. a. gegen den Bundesnachrichtendienst, das Bundeskanzleramt und das Bundesamt für Verfassungsschutz auf Informationszugang. Von 2014 bis 2021 vertraten Rechtsanwälte seiner Kanzlei erfolgreich das Recherchenetzwerk Correctiv bei einer Klage gegen den Bundesrechnungshof bis zum Bundesverwaltungsgericht auf Herausgabe von Rechnungshofberichten.
Für den Journalisten Hans-Wilhelm Saure klagte Partsch gegen den Bundesnachrichtendienst auf Offenlegung der Unterlagen zu SS-Führer Adolf Eichmann. Dadurch wurde enthüllt, dass dem Bundesnachrichtendienst bereits 1953 der Aufenthaltsort Eichmanns genau bekannt war.
Partschs Kanzlei in Berlin ist auf Gesellschaftsrecht, Wirtschaftsstrafrecht, Presserecht, Restitutionsrecht und öffentliches Baurecht spezialisiert.
Partsch war bis 2023 Vorsitzender des Aufsichtsrates der börsennotierten MyHammer Holding AG. Seit 2024 ist er Vorsitzender des Aufsichtsrats der Instapro II AG.
Partsch vertritt seit 2021 den Journalisten Paul Schreyer vom Online-Magazin Multipolar in dessen Klage gegen das Robert Koch-Institut auf Herausgabe der ungeschwärzten Protokolle des RKI-Krisenstabs. Des Weiteren vertrat die Kanzlei Partsch & Partner Journalisten von Bild, Spiegel, Süddeutscher, taz und der Verlagsgruppe Madsack 2024 erfolgreich vor dem VerfG Thüringen und dem LG Erfurt auf gleichberechtigten Zugang der Medien zur Wahlveranstaltung der AfD.

## Kritik
Partsch wurde 2017 dafür kritisiert, weiterhin eine Website mit „der Internetadresse www.vertrauensanwalt.com“ zu betreiben, obwohl er schon über ein Jahr nicht mehr Vertrauensanwalt des Berliner Senats ist. Er reagierte auf die Kritik mit der Aussage, dass der Begriff Vertrauensanwalt nicht geschützt sei. Seit 2024 ist er für die Charité Körperschaft des öffentlichen Rechts und den Oberlin Verein als Vertrauensanwalt tätig.

## Veröffentlichungen
- Die Freiheit des Zugangs zu Verwaltungsinformationen: Akteneinsichtsrecht in Deutschland, Europa und den USA, Josef Eul Verlag, Lohmar Köln 2003, ISBN 978-3-89936-018-9
- The foreign corrupt practices act (FCPA) der USA: das amerikanische Bestechungsverbot und seine Auswirkungen auf Deutschland, Lexxion, Berlin 2007, ISBN 978-3-939804-18-5
- Informationsfreiheitsgesetz: Gesetz zur Regelung des Zugangs zu Informationen des Bundes (IFG), Heymanns, Köln 2013, ISBN 978-3-452-27779-4
- Datenschutzgesetz, Öffentlichkeitsgesetz, Helbing & Lichtenhahn, Basel 2014, ISBN 978-3-7190-3156-5
- Bundesarchivgesetz: Handkommentar, Nomos, Baden-Baden 2021, ISBN 978-3-8487-6931-5
- Die Villen am Griebnitzsee und ihre Geschichte: auf der Suche nach dem verlorenen Glück, Elisabeth Sandmann Verlag, München 2021, ISBN 978-3-945543-86-3
- The Potsdam Conference Villas and their History: In search of happiness lost, Elisabeth Sandmann Verlag, München 2022, ISBN 978-3-949582-19-6
- Schiedsgerichte für NS-verfolgunsbedingt entzogene Kulturgüter? Kunst und Recht – Journal für Kunstrecht, Urheberrecht und Kulturpolitik, 2024, doi:10.15542/KUR/2024/2/6